# Astragalus
Este artículo trata sobre un género botánico. El hueso del pie véase en Astrágalo (hueso).

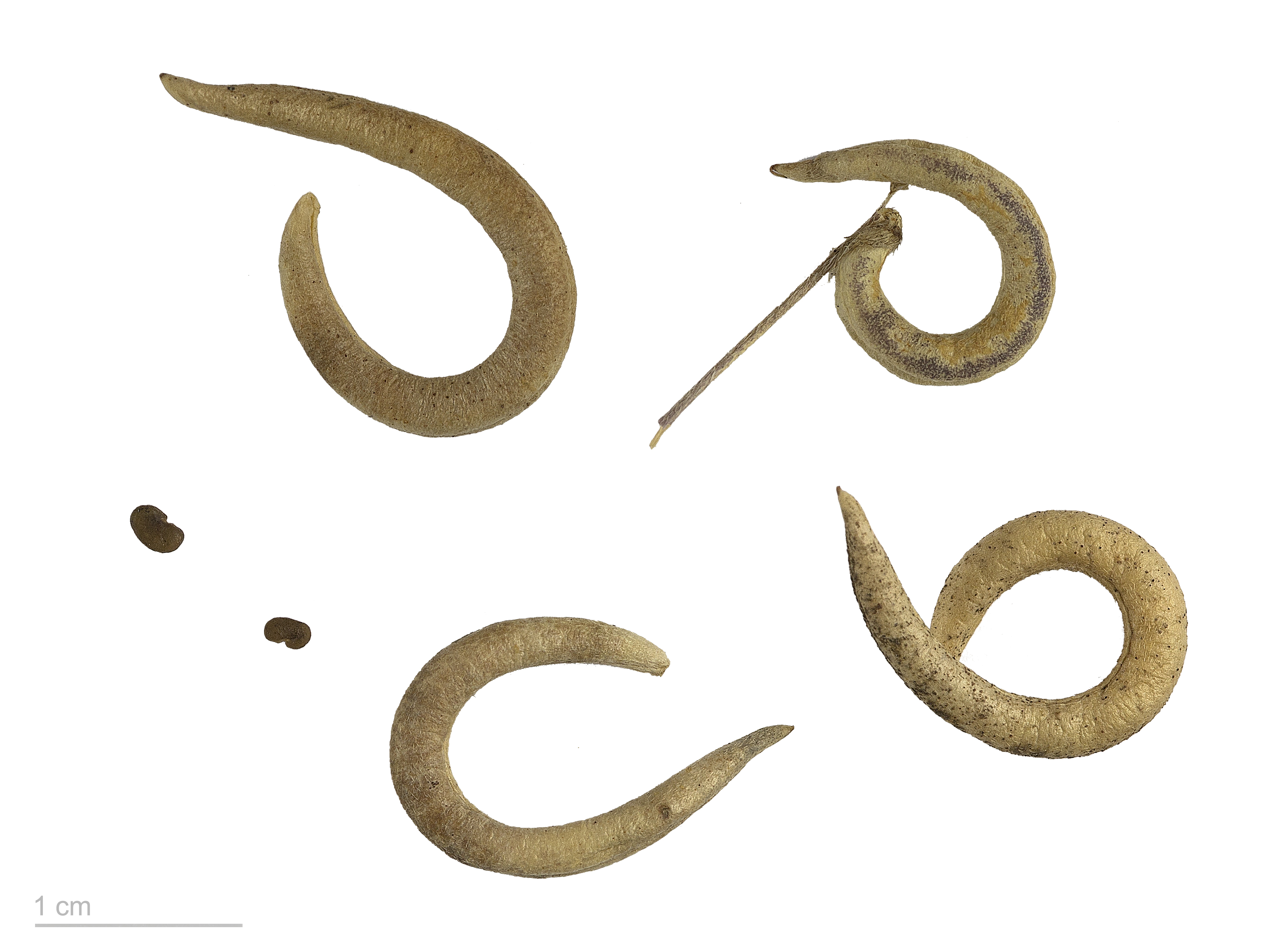
Astragalus hamosus

Astragalus es un amplio género con cerca de 2000 especies de hierbas y pequeños arbustos, pertenecientes a la familia de las fabáceas o leguminosas, y a la subfamilia Faboideae. El género es nativo de regiones templadas del hemisferio Norte. Comprende 5552 especies descritas y de estas, solo 2481 aceptadas.

## Descripción
Son hierbas, subarbustos o arbustos. Las hojas paripinnadas o imparipinnadas, trifolioladas raramente unifolioladas o digitadas; folioloss enteros, estipelas ausentes; estipular. Inflorescencia racemosa, umbelada en espiga o aislada; pedúnculos generalmente axilares. Flores bracteadas; bractéolas presentes o ausentes; pediceladas o sésiles, de color violeta o púrpura a amarillo pálido o blanco. Cáliz tubular. Fruta o estípite con 2  valvas, unilocular, en parte o en su totalidad bilocular por una membrana intrusiva. Semillas a menudo reniformes.

## Taxonomía
El género fue descrito por Carlos Linneo y publicado en Species Plantarum 2: 755–762. 1753. La especie tipo es: Astragalus christianus L.
Etimología
Astragalus: nombre genérico derivado del griego clásico άστράγαλος y luego del Latín astrăgălus aplicado ya en la antigüedad, entre otras cosas, a algunas plantas de la familia Fabaceae, debido a la forma cúbica de sus semillas parecidas a un hueso del pie.

### Especies
- Astragalus abharensis
- Astragalus adpressipilosus
- Astragalus adylovii
- Astragalus aestivorum Podlech
- Astragalus albido-flavus
- Astragalus albovillosus
- Astragalus alopecuroides L.
- Astragalus aktauensis
- Astragalus amatus Clos
- Astragalus andabaddensis
- Astragalus andabilensis
- Astragalus animaqingshanicus
- Astragalus ankylotos
- Astragalus ansinii
- Astragalus arequipensis Vogel
- Astragalus arnottianus (Gill. ex Hook. & Arn.)Reiche
- Astragalus alpinus (L.) E.Sheld.
- Astragalus aparanensis
- Astragalus applegatii
- Astragalus applegatei
- Astragalus ardahelicus
- Astragalus argentophyllus
- Astragalus argyrostachys
- Astragalus artemisiformis
- Astragalus atrokurdicus
- Astragalus auratus
- Astragalus austrodarvasicus
- Astragalus austrodshungaricus
- Astragalus austroferganicus
- Astragalus austrokhorasanicus
- Astragalus austromahneshanensis
- Astragalus austrotaromensis
- Astragalus babacianum
- Astragalus baeri
- Astragalus baerlukensis
- Astragalus baftensis
- Astragalus baharensis
- Astragalus bahcesarayensis
- Astragalus bajgiranensis
- Astragalus balearicus Chater
- Astragalus baraftabensis
- Astragalus barclayanus
- Astragalus barnasariformis
- Astragalus bavanatensis
- Astragalus bavanaticus
- Astragalus baxoiensis
- Astragalus bazarganii
- Astragalus beitashanensis
- Astragalus bejourensis
- Astragalus bellus (Kuntze) R.E.Fr.
- Astragalus belgheisicoides
- Astragalus belolipovii
- Astragalus berteri Colla
- Astragalus berterianus (Moris) Reiche
- Astragalus biarjmandicus
- Astragalus bijarensis
- Astragalus binadulensis
- Astragalus birangae
- Astragalus birjandicus
- Astragalus blandulus
- Astragalus bojnurdensis
- Astragalus borbulakensis
- Astragalus bor-bulakensis
- Astragalus borealimongolicus
- Astragalus borujerdicus
- Astragalus bouffordii
- Astragalus bowes-lyonii
- Astragalus bozghoushensis
- Astragalus brachyrachis
- Astragalus brachysemia
- Astragalus brachytrichus
- Astragalus brevialatus
- Astragalus brevicalycinus
- Astragalus brevifructus
- Astragalus brevitomentosus
- Astragalus brevivexillatus
- Astragalus bukanensis
- Astragalus burchan-buddaicus
- Astragalus burqinensis
- Astragalus bustillosii Clos
- Astragalus cachinalensis Phil.
- Astragalus caespititius
- Astragalus cajamarcanus
- Astragalus calcicolus
- Astragalus calvertii
- Astragalus capitis-regni
- Astragalus caroli-henrici
- Astragalus chamaephaca
- Astragalus chamaephyton
- Astragalus chamanbidensis
- Astragalus chamardiensis
- Astragalus chamissonis (Vogel) Reiche
- Astragalus charadzae
- Astragalus charadzeae
- Astragalus chengkangensis
- Astragalus chichesticus
- Astragalus chomutovii
- Astragalus chomutowii
- Astragalus chorgossicus
- Astragalus ciceropsis
- Astragalus ciloensis
- Astragalus circumlacustris
- Astragalus clarkeanus
- Astragalus clausii
- Astragalus clevelandii
- Astragalus cliffordii
- Astragalus clivicola
- Astragalus coccineus
- Astragalus cochabambensis
- Astragalus collenettiae
- Astragalus coltonii
- Astragalus condensatus Ledeb.
- Astragalus confinis Johnst.
- Astragalus cornu-caprae
- Astragalus cornubovis
- Astragalus coquimbensis (Hook. & Arn.) Reiche
- Astragalus craccinopsis
- Astragalus crispus
- Astragalus croaticus
- Astragalus cruckshanksii (Hook. & Arn.) Griseb.
- Astragalus cryntanthus Wedd.
- Astragalus cryptobothrys Johnst.
- Astragalus culminatus
- Astragalus curvicaulis (Clos) Reiche
- Astragalus daenaensis
- Astragalus damghanensis
- Astragalus damxungensis
- Astragalus darendensis
- Astragalus darmadanicus
- Astragalus darrehbidensis
- Astragalus darumbium (Bertero) Clos
- Astragalus datunensis
- Astragalus dejectus
- Astragalus dengolanensis
- Astragalus dependens
- Astragalus despectus
- Astragalus dianat-nejadii
- Astragalus dillinghamii
- Astragalus dilutuloides
- Astragalus divandarrehensis
- Astragalus diversus
- Astragalus dodtii Phil.
- Astragalus dolinicola
- Astragalus domeykoanus (Phil.) Reiche
- Astragalus dopolanicus
- Astragalus dorudensis
- Astragalus doshman-ziariensis
- Astragalus dschangartensis
- Astragalus duranii
- Astragalus dysbatophilus
- Astragalus ebrahimabadensis
- Astragalus edmonstonei (Hook.) B.L.Rob.
- Astragalus eerqisiensis
- Astragalus efoliolatus
- Astragalus ekicii
- Astragalus elazigensis
- Astragalus elezgensis
- Astragalus ergenensis
- Astragalus estahbanensis
- Astragalus exspectatus
- Astragalus fagh-soleimanensis
- Astragalus faurei Maire
- Astragalus fausicola
- Astragalus fetissowii
- Astragalus filidens
- Astragalus filifoliolatus
- Astragalus fissicalyx
- Astragalus foliosus
- Astragalus friederikeanus
- Astragalus fukangensis
- Astragalus gabrelianae
- Astragalus galiifolius
- Astragalus gamasiabensis
- Astragalus gambellianus
- Astragalus gandeensis
- Astragalus gandomanicus
- Astragalus gardanicaphtharicus
- Astragalus garmashubensis
- Astragalus gennarii
- Astragalus germainii Phil.
- Astragalus geyikdaghensis
- Astragalus ghamishluensis
- Astragalus ghanbarianii
- Astragalus gharemanii
- Astragalus ghouchanensis
- Astragalus gigantifoliolatus
- Astragalus gilmanii
- Astragalus gilvanensis
- Astragalus gines-lopezii
- Astragalus glabritubus
- Astragalus glaucacanthus
- Astragalus glaucophylloides
- Astragalus glaux L.
- Astragalus glycyphyllos
- Astragalus goldmanii
- Astragalus gongliuensis
- Astragalus gongshanensis
- Astragalus gooraiensis
- Astragalus gregorii
- Astragalus greuteri
- Astragalus grey-wilsonianus
- Astragalus griersonii
- Astragalus grum-grshimailoi
- Astragalus guanajuatensis
- Astragalus gummifer
- Astragalus gueldenstaedtiae
- Astragalus gueruenensis
- Astragalus gululsaranii
- Astragalus guzelsuensis
- Astragalus gypsicola
- Astragalus hafez-shirazi
- Astragalus haiyuanensis
- Astragalus hajiabadensis
- Astragalus hajijafanensis
- Astragalus hakkianus
- Astragalus hamadryadis
- Astragalus hamiltonii
- Astragalus hamosus L.
- Astragalus hamzae
- Astragalus hamzaoglui
- Astragalus harazensis
- Astragalus harirudensis
- Astragalus haussknechtii
- Astragalus hecatae
- Astragalus heilii
- Astragalus heinzianus
- Astragalus hekmat-safaviae
- Astragalus helbaekii
- Astragalus heterophyllus
- Astragalus hololeucoides
- Astragalus homandicus
- Astragalus horasanicus
- Astragalus hoshanbaoensis
- Astragalus hotianensis
- Astragalus hotkanensis
- Astragalus huochengensis
- Astragalus hysophilus
- Astragalus ignotus
- Astragalus ilachchiensis
- Astragalus inaniae
- Astragalus incanus L.
- Astragalus inchebroonensis
- Astragalus innotabilis
- Astragalus insularis-ashkii
- Astragalus interjectus
- Astragalus irinaea
- Astragalus ishigensis
- Astragalus issatissensis
- Astragalus issykkulensis
- Astragalus jabbor-khailii
- Astragalus jamzadae
- Astragalus jaskensis
- Astragalus jigenensis
- Astragalus jodotropis
- Astragalus johannis-howellii
- Astragalus joharchii
- Astragalus johnstonii
- Astragalus juladakensis
- Astragalus kabutarlanensis
- Astragalus kadshorensis
- Astragalus kalatehensis
- Astragalus kaleibarensis
- Astragalus kamarinensis
- Astragalus karateginii
- Astragalus layneae
- Astragalus limariensis Muñoz
- Astragalus looseri Johnst.
- Astragalus lusitanicus
- Astragalus magellanicus Gómez-Sosa
- Astragalus massiliensis
- Astragalus micranthellus Wedd.
- Astragalus minimus Vogel
- Astragalus minutissimus Wedd.
- Astragalus monspessulanus L.
- Astragalus monteroi Johnst.
- Astragalus monticola Phil.
- Astragalus nitidiflorus Jiménez & Pau
- Astragalus nivicola Gómez-Sosa
- Astragalus norvegicus Weber
- Astragalus nudus Clos
- Astragalus orthocarpus Johnst.
- Astragalus palenae (Phil.) Reiche
- Astragalus paposanus Johnst.
- Astragalus patagonicus (Phil.) Speg.
- Astragalus pehuenches Niederl.
- Astragalus pelecinus (L.) Barneby
- Astragalus penduliflorus Lam.
- Astragalus pississii (Phil.) Johnst.
- Astragalus propinquus (Phil.) Johnst.
- Astragalus pusillus Vogel
- Astragalus reichei Speg.
- Astragalus schinetorum Barneby
- Astragalus sempervirens Lam.
- Astragalus triflorus (DC.) A.Gray
- Astragalus vagus (Clos) Reiche
- Astragalus valerianensis Johnst.
- Astragalus valparadiensis Speg.
- Astragalus verticillatus (Phil.) Reiche
- Astragalus vesiculosus Clos
- Astragalus werdermanii Johnst.

## Toxicidad
Las especies de este género pueden contener alcaloides, como la swainsonina, y concentrar selenio. Su ingestión puede afectar a la salud del ser humano.
La swainsonina se ha encontrado, por ejemplo, en A. lentiginosus y A. lusitanicus, si bien no está claro si se produce endógenamente o por el endófito Embellisia.
A. trigonus DC. y A. gummifer Labill. provocan un efecto tóxico sobre el sistema nervioso de los animales de granja, lo que conduce a la muerte.
A. lentiginosus y A. mollissimus tienen un efecto tóxico durante el embarazo, que conduce al aborto y anormalidades en la función cardíaca del feto.
El selenio se concentra, por ejemplo, en A. bisulcatus.